# Pholeoaphodius ukamiensis
Pholeoaphodius ukamiensis är en skalbaggsart som beskrevs av Rudolph Petrovitz 1962. Pholeoaphodius ukamiensis ingår i släktet Pholeoaphodius och familjen Aphodiidae. Inga underarter finns listade i Catalogue of Life.